# Біскупиці (Західнопоморське воєводство)
Біскупиці (пол. Biskupice) — село в Польщі, у гміні Білий Бур Щецинецького повіту Західнопоморського воєводства.
Населення — 98 осіб (2011).
У 1975-1998 роках село належало до Кошалінського воєводства.

## Демографія
Демографічна структура станом на 31 березня 2011 року:
|          | Загалом | Допрацездатний вік | Працездатний вік | Постпрацездатний вік |
| -------- | ------- | ------------------ | ---------------- | -------------------- |
| Чоловіки | 61      | 7                  | 40               | 14                   |
| Жінки    | 37      | 6                  | 22               | 9                    |
| Разом    | 98      | 13                 | 62               | 23                   |